# Плес са змајевима
Плес за змајевима (енгл. A Dance with Dragons) пета је од седам планираних романа, епско фантастичне серије Песме леда и ватре аутора Џорџа Р. Р. Мартина. У неким областима издање књиге је објављено у два дела, под називом Снови и прах и После гозбе. Представља први роман у серији који је објављен након почетка адаптације Ејч-Би-Оу серије, Игра престола и траје до 1.040 страница са бројем речи од скоро 415.000.

## Радња

### На Зиду и с оне стране
Станис Баратеон, претендент на Гвоздени престо Вестероса, заузима Зид на северној граници Седам краљевстава, помажући да се одбије инвазија дивљана с оне стране Зида. Станис наређује погубљење Менса Рајдера, дивљанског краља, јер је одбио да му се потчини, након чега маршира своју војску на југ да потражи подршку у својој борби за престо.
Џон Снежни, новоизабрани лорд заповедник Ноћне страже, реда који брани Зид, припрема одбрану од Туђина, непријатељских нељудских створења са далеког севера. Џон преговара са дивљанским вођом Тормундом Џиноубицом да пусти дивљане да прођу кроз Зид у замену за њихову помоћ у одбрани. Ово резултира крхким миром, али ствара немир међу Ноћном стражом, која вековима сматра дивљане својим непријатељима.
Станисова саветница, чаробница Мелисандра, упозорава Џона да је његова полусестра Арја Старк у невољи. Такође му открива да је Менс жив, захваљујући њеној магичној обмани. Менс је послат у предачки замак Старкових, Зимоврел, који сада заузимају непријатељски Болтони, да спасе Арју. Међутим, испоставља се да је девојка у Мелисандриним визијама заправо Алис Карстарк, млада племкиња која бежи до Зида да побегне од издајничког стрица. Да би заштитио Алис и помогао дивљанима да се интегришу у друштво Вестероса, Џон договара да се Алис уда за Сигорна, магнара од Тена.
Џон прима подругљиво писмо од Ремзија Болтона, који тврди да је потукао Станисову војску код Зимоврела. Претећи нападом, Ремзи захтева од Џона да му пошаље Станисову супругу, ћерку и друге таоце, као и Арју и Теона Грејџоја, које Џон није видео годинама. Џон одлучује да сам крене на Ремзија и тражи добровољце да га прате. Џонови официри виде његову намеру да маршира на Ремзија као издају неутралности Страже, и он је избоден у побуни.
У међувремену, Џонов полубрат параплегичар Брен Старк, који путује северно од Зида, долази до последње преживеле деце шуме, нељудских домородаца Вестероса. Они упознају Брена и његове пратиоце са „последњим зеленвидом”, древним човеком испреплетеним са корењем чувардрвета. Он помаже Брену да научи да се користи „зеленвидом”, што му омогућава да сведочи прошлости и садашњости кроз очи чувардрвећа које расте широм севера.

### Преко Узаног мора

#### У Слободним градовима
Пошто је убио свог оца Тивина, краљеву десницу, кепец Тирион Ланистер је прокријумчарен из Вестероса у град Пентос уз помоћ господара шапталица Вариса, где га је склонио трговац Илирио Мопатис. Тирион је послат на југ са групом која наводно жели да помогне прогнаној принцези Денерис Таргарјен, у чијем поседу се налазе једини живи змајеви, у преузимању Гвозденог престола. Тирион сазнаје да су Варис и Илирио сакрили наводно убијеног Егона Таргарјена, сина Денерисиног покојног брата, принца Регара, и да намеравају да га поставе за краља Вестероса уз Денерисину помоћ. Тирион убеђује Егона да одмах нападне Вестерос, не чекајући Денерис. Убрзо након тога, Тириона киднапује Денерисин осрамоћени бивши саветник Џора Мормонт, који намерава да га испоручи Денерис како би повратио њену наклоност.
У Слободном граду Бравосу, Арја је искушеница култа убица познатих као Људи без лица. Када је привремено ослепљена, Арја развија чуло слуха и схвата да може да „види” кроз мачке на исти начин као што је то могла са својом љубимицом језовучицом, Нимеријом. Након што јој се врати вид, Арја добија задатак да убије корумпираног трговца док магично носи лице друге девојчице. Након што то учини, Арја је проглашена ученицом Људи без лица, и послата је другом убици да настави обуку.

#### Залив трговаца робовима
Денерис је освојила град Мирин и забранила ропство, али се бори да одржи мир међу различитим фракцијама у граду, укључујући Синове Харпије, насилни покрет отпора у Мирину, и са суседним градом Јункајем.
Денерисини змајеви постају све опаснији и она их невољно затвара у тамницу ради безбедности свог народа. Дрогон, највећи од њих, избегава хватање и одлеће. Упркос својој сексуалној вези са плаћеником Дариом Нахарисом, Денерис се удаје за миринског племића Хиздара зо Лорака како би осигурала савез којим би се смирили Синови Харпије.
Квентин Мартел, син принца јужног вестерошког региона Дорна, стиже у Мирин у нади да ће обновити савез између Денерисине и његове породице, али није у стању да задржи њену пажњу. Џора и Тирион преживљавају бродолом, након кога су киднаповани и продати јункајском трговцу робљем. Они беже од јункајске војске која опседа Мирин и придружују се плаћеничкој групи Других синова, а Тирион намерава да обезбеди њихову подршку за Денерис. У међувремену, други Вестерошанин, Викторион Грејџој, плови за Мирин, намеравајући да се ожени Денерис и искористи њене змајеве да свргне свог брата, краља гвозденорођених.
На Хиздарово инсистирање, Денерис поново отвара градске арене за гладијаторске борбе, али бука и покољ привлаче Дрогона. У хаосу који је настао, Денерис се пење на Дрогона да га смири, али он одлеће са њом. Сумња се да је Хиздар умешан у покушај да се отрује Денерис. Њен саветник, Баристан Селми, учествује у завери за свргавање Хиздара са власти, а Синови Харпије настављају са убијањем. Баристан се припрема за битку са војскама изван Мирина. Квентин покушава да се докаже кроћењем једног од преосталих змајева, али је убијен и оба змаја су ослобођена.
Дрогон лети са Денерис преко Дотрачког мора, травнатог пространства који контролишу номадски Дотраци. После неколико дана, Денерис наилази на дотрачку хорду коју предводи кал Јако.

### У Седам краљевстава

#### Север
На Северу, Руз Болтон је збацио кућу Старк и преузео власт као заштитник Севера након успостављања савезништва са кућом Фреј. Већи део региона су окупирали гвозденорођени освајачи. По савету Џона Снежног, Станис осигурава подршку северних планинских кланова обећавајући да ће поново освојити Зимоврел и протерати гвозденрођене. Уз њихову подршку, Станис хвата Ашу Грејџој, Викторионову нећакињу, и маршира своје снаге према Зимоврелу да нападну Болтонове, али његово напредовање заустављају јаке снежне олује.
Станисов саветник Давос Сиворт је послат да придобије подршку богатог лорда Вимена Мендерлија, који се претвара да га је погубио како би задобио наклоност ланистерског режима који контролише Гвоздени престо. На тајном састанку, Мендерли каже Давосу да он и други северњачки вазали намеравају да се претварају да служе Болтонима и Ланистерима док планирају освету за смрт Роба Старка и обнову владавине Старкових. Откривајући Давосу да се млади Рикон Старк крије на удаљеном острву Скагос, Мендерли се обавезује да ће подржати Станиса ако Давос успе да поврати Рикона и уједини присталице Старкових око њега.
Теон Грејџој, сада познат као „Смрад”, затвореник је Болтонових, а Рузов садистички син Ремзи га сакати и мучи. Да би учврстио своју власт над Севером, Руз је наводно оженио Ремзија Арјом Старк, али ова девојка је заправо Џејн Пул, пријатељица Арјине сестре Сансе, која је приморана да глуми Арју и коју Ремзи физички и сексуално мучи. Прерушени Менс Рајдер стиже у Зимоврел и тражи од Теона да му помогне да ослободи лажну Арју. Теон и Џејн беже, скачући са зидина замка у снег, након чега су доведени Станису.

#### Југ
Џејми Ланистер, ујак (и, потајно, отац) младог краља Томена Баратеона, преговара о предаји последњих савезника покојног Роба Старка, чиме је номинално окончан рат Старкова и Ланистера у Речним земљама. Бријена од Опорја, коју је Џејми послао да тражи Сансу Старк, проналази га и говори му да је Санса у опасности; он креће за њом.
Након што га је Тирион убедио да нападне Вестерос, Егон и његове снаге заузимају неколико замака у Олујним земљама уз мали отпор. У међувремену, Егонов старатељ Џон Конингтон потајно подлеже сивој љуспи, смртоносној и заразној болести.
Доран Мартел, принц од Дорне, шаље две своје нећакиње на север у престоницу Краљеву Луку да се инфилтрирају у Веру и намесништво, где ће да раде у Дорнином интересу.
Серсеи Ланистер, Томенову мајку и краљицу намесницу, ухапсила је Вера под оптужбом за блуд и заверу. Да би била ослобођена, признаје неколико мањих оптужби против ње, али не признаје да је убила свог мужа, краља Роберта Баратеона, нити да су њена деца производ инцеста. Као услов за ослобађање, Серсеи је приморана да се понизи ходајући гола по граду. У међувремену, Серсеин савезник, бивши мештар Кибурн, створио је „сер Роберта Стронга”, прилику високу осам стопа у оклопу, да буде Серсеин мегданџија у њеном предстојећем суђењу борбом.
Пошто су преузели контролу над намесништвом, Серсеин стриц Кеван Ланистер и велемештар Писели покушавају да санирају штету проузроковану Серсеином владавином. Међутим, Варис се поново појављује и убија и Кевана и Писелија, откривајући да је годинама планирао заверу да се Ланистери униште како би Егон Таргарјен могао да преузме престо, пошто је одгајан за идеалног владара. Варис шаље своју децу шпијуне да докрајче Кевана.

## Тачке гледишта
Свако поглавље се концентрише на ограничену тачку гледишта у трећем лицу једног лика; књига представља перспективу осамнаест ликова, укључујући пролог и епилог који пружају мањи ликови. Наслови поглавља указују на перспективу.
- На Северу:
  - Пролог: Варамир Шестокожа, мењач коже и један од преживелих дивљана северно од Зида
  - Џон Снежни, 998. лорд заповедник Ноћне страже и копиле Едарда Старка
  - Брен Старк, законити наследник Зимоврела и Севера, за кога се верује да је мртав
  - Давос Сиворт, бивши кријумчар и десница краља Станиса Баратеона
  - Смрад, Принц од Зимоврела, Издајник, Дух у Зимоврелу: Теон Грејџој, син недавно преминулог краља Белона Грејџоја са Гвоздених острва, заробљеник Ремзија Болтона, мучен, изгладњиван и једва присебан
  - Заблудела Невеста, Краљев Плен, Жртва: Аша Грејџој, нећака краља Јурона Грејџоја са Гвоздених острва; побегла са Гвоздених острва након крунисања свог стрица
  - Мелисандра, црвена свештеница Р’Лора и Станисова саветница
- На источном континенту Есос:
  - Денерис Таргарјен, самопроглашена краљица Весрероса, која тренутно влада Мирином
  - Тирион Ланистер, кепец и ујак краља Томена, бегунац тражен због родоубиства и краљеубиства; недавно побегао из Седам краљевстава
  - Трговчев Човек, Ветром Развејани, Разочарани Удварач, Кротитељ Змајева: Квентин Мартел, најстарији син принца Дорана Мартела од Дорне, који путује на исток у мисији свог оца
  - Изгубљени Господар, Поново Рођени Грифон: Џон Конингтон, један од бивших десница краља Ериса Таргарјена и један од најближих пријатеља принца Регара; сада прогнан и сматран мртвим
  - Краљичин Гардиста, Одбачени Витез, Човек Који је Свргнуо Краља, Краљичина Десница: Баристан Селми, бивши заповедник Робертове Краљеве гарде и тренутни заповедник Денерисине Краљичине гарде
  - Гвоздени Просац: Виктарион Грејџој, капетан гвоздене флоте, који је недавно кренуо у потрагу за Денерис како би је искористио за циљеве гвозденрођених
  - Слепа Девојчица, Ружна Мала Девојчица: Арја Старк, која се крије у Слободном граду Бравосу, где је преузела идентитет „Кет са Канала” и наставила обуку за убицу у Кући црног и белог
- На Југу:
  - Посматрач: Арео Хотах, капетан гарде Дорана Мартела
  - Џејми Ланистер, звани Краљеубица, заповедник Краљеве гарде; тренутно заузима земље око Брзоречја
  - Серсеи Ланистер, краљица намесница, тренутно заточена у ћелији у кули, где ишчекује суђење
  - Епилог: Кеван Ланистер, глава куће Ланистер након смртви свог брата, тренутни регент краља Томена